# Фрактальна геометрія природи
Фрактальна геометрія природи (англ. The Fractal Geometry of Nature) — книга 1982 року франко-американського математика Бенуа Мандельброта, одна з ключових робіт, в яких він вводить поняття фракталу та фрактальної розмірності, а також ілюструє застосування фракталів до багатьох природних об'єктів та явищ.

## Історія
«Фрактальна геометрія природи» є переглянутою та розширеною версією його книги 1977 року під назвою «Фрактали: форма, шанс і розмірність» (англ. Fractals: Form, Chance and Dimension), яка, у свою чергу, була переглянутою, розширеною та перекладеною версією його французької книги 1975 року (фр. Les Objets Fractals: Forme, Hasard et Dimension).
Книга перекладена німецькою, японською, іспанською, російською мовами.

## Відзнаки
American Scientist включив «Фрактальну геометрію природи» до своєї сотні наукових книг XX століття.